# 尼古劳斯·费德曼
尼古劳斯·费德曼（Nikolaus Federmann，1501年—1542年），文艺复兴时期欧洲探险家。韦尔泽银行驻奥格斯堡的代理人，曾在委内瑞拉，后来他又在奥利诺科河流域进行探险活动。他的探险报告出版于1557年。